# Siferlinger See
Der Siferlinger See ist ein sechs Hektar großer Moorsee innerhalb der Gemeinde Söchtenau im oberbayerischen Chiemgau, etwa zehn Kilometer nordöstlich von Rosenheim.

## Trivia
Ende August 2016 wurde an dem See von mehreren Passanten die Sichtung einer etwa 1,50 Meter langen Würgeschlange gemeldet. Dies veranlasste die Gemeinde Söchtenau, ein Badeverbot zu erlassen. Am 3. September konnte dann von zwei Schlangenliebhabern eine Gelbe Anakonda eingefangen werden, die zu einer Münchner Reptilien-Auffangstation gebracht wurde.